# Биологический институт ТГУ
Биологи́ческий институ́т То́мского госуда́рственного университе́та (БИ ТГУ) в прошлом биологический факультет ТГУ — один из старейших факультетов, деятельность которого началась в 1885 г., за тpи года до официального откpытия унивеpситета.

## История
Hаучная деятельность биологов в Томском унивеpситете началась в 1885 г., когда в Томск из Казанского университета приехал ботаник П. Н. Крылов. Сразу же по приезде он приступил к созданию Ботанического сада и Гербария, проделав при этом большую организационную работу. Открывшийся в 1888 году Томский университет первоначально имел только один Медицинский факультет, на котором были созданы две биологические кафедры — ботаники, а также зоологии и сравнительной анатомии. В значительной мере биологическую направленность имели и две медицинские кафедры — нормальной физиологии и гистологии с эмбриологией. Таким образом, биология в Томском университете в первый период своей истории (1888—1917) развивалась главным образом на этих четырех кафедрах. У её истоков стояли крупные ученые: гистологи — А. С. Догель, А. Е. Смирнов и С. Г. Часовников; анатом — К. Н. Виноградов; физиологи — В. Н. Великий, А. А. Кулябко; ботаники — С. И. Киржанский, В. В. Сапожников, П. Н. Крылов, зоологи — Н. Ф. Кащенко, Г. Э. Иоганзен, М. Д. Рузский. Эти учёные оставили след в истории Томского университета как основоположники ряда направлений в биологических исследованиях и создатели сибирской биологической школы.

## Наше время
В настоящее время Биологический институт включает в себя 11 кафедр и 3 музея. С 2014 года руководит институтом доктор биологических наук Д. С. Воробьев.

### Образование
Сегодня в Биологическом институте обучается около 700 студентов, 280 магистрантов, работает 40 докторов наук. Институт проводит обучение в 7 областях:
- Биология
- Почвоведение
- Лесоводство
- Ландшафтная архитектура
- Экология и природопользование
- Агрономия
- Биоразнообразие

Научно-исследовательская работа играет значительную роль в деятельности Биологического института.

### Интересные факты

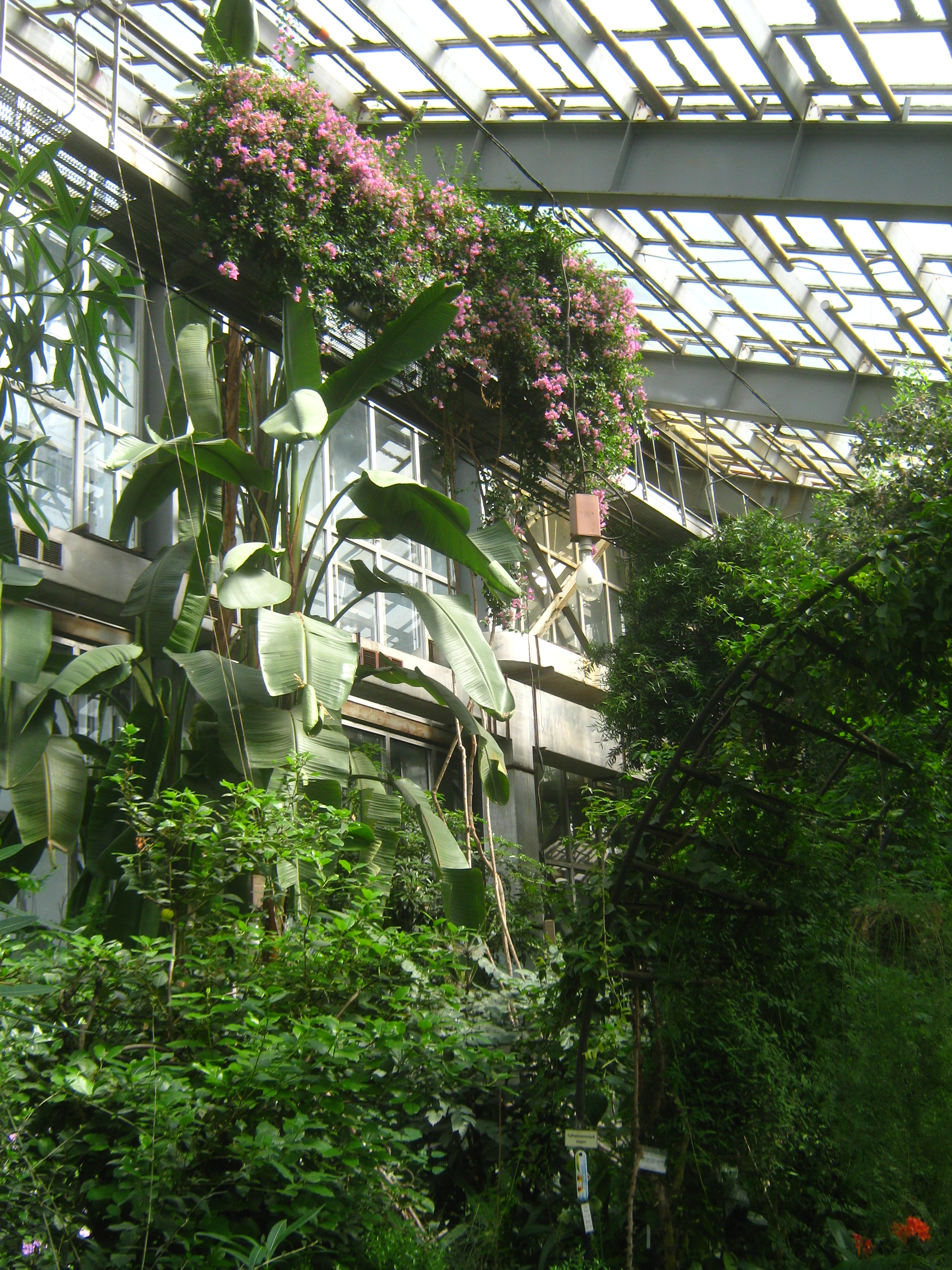
Сибирский ботанический сад

- Сибирский ботанический сад ТГУ является самым крупным ботаническим научно-исследовательским учреждением в Сибири. Растительные фонды насчитывают около 8000 видов, форм и сортов, из них около 4000 — тропические и субтропические растения, представленные в оранжереях сада. В открытом грунте произрастают декоративные древесные и кустарниковые растения — 773 видов и сортов, декоративные травянистые — 2391, лекарственные — 358, плодово-ягодные — 359, кормовые — 536, овощные — 475, редкие и исчезающие — 335 видов. Здесь работает 46 специалистов с высшим образованием, в том числе 2 доктора и 11 кандидатов наук.

- Зоологический музей основан в 1887 г., когда началось поступление фондового материала. В основу легли сборы животных Северного Ледовитого океана, произведенные экспедицией полярного исследователя и ученого Нильса Адольфа Эрика Норденшельда во время сквозного плавания из Атлантического в Тихий океан на пароходе «Вега». В наши дни объемы коллекций, собранных в музее, составляют около 120 тыс. экземпляров. Наибольшую ценность представляет собой научная коллекция (35 тыс. единиц хранения), в которую входят: тушки млекопитающих — 7,5 тыс.; тушки птиц — 17 тыс.; остеологическая коллекция — 3 тыс.; зоологическая — 1 тыс. Имеются также коллекции рептилий, земноводных и беспозвоночных животных, представленных как мокрыми, так и сухими препаратами.

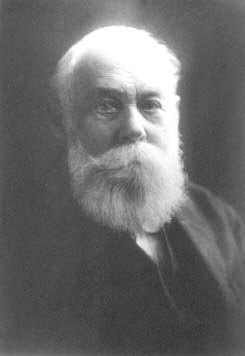
Порфирий Никитич Крылов

- Гербарий ТГУ был основан 4 августа (23 июля) 1885 г. как Ботанический музей Императорского Томского университета. Современный фонд Гербария имени Крылова насчитывает более 500 тыс. образцов, в его формирование внесли вклад более 2 тыс. коллекторов. По величине фонда Гербарий ТГУ входит число наиболее крупных Гербариев России и является третьим в системе высшего образования. Гербарий содержит главным образом сосудистые растения. Коллекционный фонд разделён на 13 отделов. Наиболее крупными являются отделы Западной Сибири, Приенисейской Сибири, Восточной Сибири, Тувы и Монголии, Средней Азии, Общий отдел (включает гербарные образцы, собранные вне Сибири и Средней Азии). Кроме коллекций Гербарий имеет библиотеку специальной ботанической литературы. За все время существования Гербария библиотека постоянно пополнялась и к настоящему времени насчитывает около 30 тыс. изданий, среди которых очень ценные труды классиков ботаники XVIII – начала IX в. К. Линнея, И. Гмелина, П. Палласа, К. Ледебура, Н. Турчанинова и крупнейшие сводки по флоре мира А. Декандоля, А. Энглера и др.